# CCDC144NL
CCDC144NL (англ. Coiled-coil domain containing 144 family, N-terminal like) – білок, який кодується однойменним геном, розташованим у людей на 17-й хромосомі. Довжина поліпептидного ланцюга білка становить 221 амінокислот, а молекулярна маса — 23 810.
| 10         |  | 20         |  | 30         |  | 40         |  | 50         |
| ---------- |  | ---------- |  | ---------- |  | ---------- |  | ---------- |
| MASWGGEKRG |  | GAGGSPKPAV |  | YATRKTPSVG |  | SQEDQWYLDY |  | PGDQWSLGFS |
| YSWWKNSVGS |  | ESKHGEGALD |  | QLQHDVRLED |  | LGELHRAARS |  | GDVPGVEHVL |
| APGDTGVDKR |  | DRKKSIQQLV |  | PEYKEKQTPE |  | SLPQNNNPAA |  | PSQAEGGEGG |
| VACGTVEQMT |  | WLCSLPHAVG |  | GGDGDHSSTG |  | AVGGHPRGPG |  | EYCHLHEQRV |
| HHHIFARGKR |  | KGKNHVSNVV |  | R          |  |            |  |            |

A: Аланін

C: Цистеїн

D: Аспарагінова кислота

E: Глутамінова кислота

F: Фенілаланін

G: Гліцин

H: Гістидин

I: Ізолейцин

K: Лізин

L: Лейцин

M: Метіонін

N: Аспарагін

P: Пролін

Q: Глутамін

R: Аргінін

S: Серин

T: Треонін

V: Валін

W: Триптофан